# Liste der Monuments historiques in Saint-Cyr-sur-Morin
Die Liste der Monuments historiques in Saint-Cyr-sur-Morin führt die Monuments historiques in der französischen Gemeinde Saint-Cyr-sur-Morin auf.

## Liste der Bauwerke
| Bezeichnung               | Beschreibung                  | Standort | Kennzeichnung | Schutzstatus | Datum | Bild           |
| ------------------------- | ----------------------------- | -------- | ------------- | ------------ | ----- | -------------- |
| Kirche St-Cyr-Ste-Julitte | Erbaut im 12./13. Jahrhundert | (Lage)   | PA00087343    | Inscrit      | 1990  | weitere Bilder |

## Liste der Objekte
Zum Verständnis siehe: Kirchenausstattung
- Monuments historiques (Objekte) in Saint-Cyr-sur-Morin in der Base Palissy des französischen Kultusministeriums